# Andreas Lasnik
Andreas Lasnik, né le 9 novembre 1983 à Voitsberg, est un footballeur international autrichien qui a évolué au poste de milieu offensif durant la majeure partie de sa carrière. Pendant quatorze saisons en tant que professionnel, de 2002 à 2015, il joue 334 matchs et marque 48 buts toutes compétitions confondues. En 2005, il dispute son seul match avec l'équipe d'Autriche.

## Palmarès

### En club
Avec le SV Ried
- Champion de la deuxième division autrichienne en 2005

 Avec le FK Austria Vienne
- Champion d'Autriche en 2006
- Vainqueur de la Coupe d'Autriche en 2007

### Distinction personnelle
- Meilleur espoir de la deuxième division autrichienne en 2005[3]

## Statistiques
Le tableau ci-dessous récapitule les statistiques en match officiel d'Andreas Lasnik :
| Saison                | Club                  | Championnat           | Championnat | Championnat | Coupe(s) nationale(s) | Coupe(s) nationale(s) | Compétition(s) continentale(s) | Compétition(s) continentale(s) | Compétition(s) continentale(s) | Total | Total |
| Saison                | Club                  | Division              | M.          | B.          | M.                    | B.                    | Comp.                          | M.                             | B.                             | M.    | B.    |
| 2001-2002             | SV Ried               | 1                     | 9           | 0           | -                     | -                     | -                              | -                              | -                              | 9     | 0     |
| 2002-2003             | SV Ried               | 1                     | 22          | 1           | 2                     | 0                     | -                              | -                              | -                              | 24    | 1     |
| 2003-2004             | SV Ried               | 2                     | 23          | 4           | 3                     | 1                     | -                              | -                              | -                              | 26    | 5     |
| 2004-2005             | SV Ried               | 2                     | 35          | 10          | -                     | -                     | -                              | -                              | -                              | 35    | 10    |
| 2005-2006             | FK Austria Vienne     | 1                     | 21          | 2           | 2                     | 0                     | C3                             | 4                              | 1                              | 27    | 3     |
| 2006-2007             | FK Austria Vienne     | 1                     | 30          | 5           | 4                     | 1                     | C1+C3                          | 2+4                            | 0+1                            | 40    | 7     |
| 2007-2008             | FK Austria Vienne     | 1                     | 25          | 1           | -                     | -                     | C3                             | 6                              | 2                              | 31    | 3     |
| 2008-2009             | Alemannia Aachen      | 2                     | 10          | 0           | 2                     | 1                     | -                              | -                              | -                              | 12    | 1     |
| 2009-2010             | Alemannia Aachen      | 2                     | 4           | 0           | -                     | -                     | -                              | -                              | -                              | 4     | 0     |
| 2010-2011             | Willem II Tilburg     | 1                     | 33          | 9           | 1                     | 0                     | -                              | -                              | -                              | 34    | 9     |
| 2011-2012             | NAC Breda             | 1                     | 11          | 0           | -                     | -                     | -                              | -                              | -                              | 11    | 0     |
| 2012-2013             | NAC Breda             | 1                     | 6           | 0           | 2                     | 0                     | -                              | -                              | -                              | 8     | 0     |
| 2013-2014             | Paniónios GSS         | 1                     | 25          | 3           | 5                     | 1                     | -                              | -                              | -                              | 30    | 4     |
| 2014-2015             | Kapfenberger SV       | 2                     | 22          | 2           | 3                     | 1                     | -                              | -                              | -                              | 25    | 3     |
| 2015-2016             | Kapfenberger SV       | 2                     | 16          | 1           | 2                     | 1                     | -                              | -                              | -                              | 18    | 2     |
| Total sur la carrière | Total sur la carrière | Total sur la carrière | 292         | 38          | 26                    | 6                     | -                              | 16                             | 4                              | 334   | 48    |